# بخت خود را بیازما
بخت خود را بیازما (انگلیسی: Take a Chance) یک فیلم کمدی صامت کوتاه به کارگردانی آلفرد جی. گلدینگ است که در سال ۱۹۱۸ منتشر شد.

## بازیگران
- هارولد لوید
- اسناب پالرد
- ببه دنیلز
- ویلیام بلیسدل
- سمی بروکس
- لایج کانلی
- لو هاروی
- باد جیمیسون
- والاس هاو
- دی لمپتون
- بل میچل